# Mathieu van der Poel
Mathieu van der Poel (Kapellen, 1995. január 19. –) holland profi kerékpárversenyző, ötszörös cyclo-cross világbajnok, országútikerékpár- és gravelkerékpár-világbajnok, háromszoros Flandria-győztes, háromszoros Párizs–Roubaix-, illetve Milánó–Sanremo győztes.

## Pályafutása
Már a családja is nagy kerékpárrajongó volt: édesapja kétszer is nyert szakaszt a Tour de France-on, míg nagyapja Raymond Poulidor az 1964-es Vuelta győztese. 
Mathieu a cyclo-cross világában kezdte karrierjét, ahol gyorsan az egyik legmeghatározóbb névvé vált. 2011-ben már junior európa-bajnoknak, majd 2012-ben junior világbajnoknak mondhatta magát. 2015-ben szerezte meg Táborban az első világbajnoki címét a felnőttek között Wout van Aert előtt. A belga azonban az ezt követő három évben nem talált legyőzőre, Mathieu 2017-ben volt hozzá a legközelebb a második helyével; ebben az évben a világkupát sikerült megnyernie. 2019-ben azonban sikerült legyőznie nagy ellenfelét, majd ez után még kétszer sikerült világbajnokká válnia.

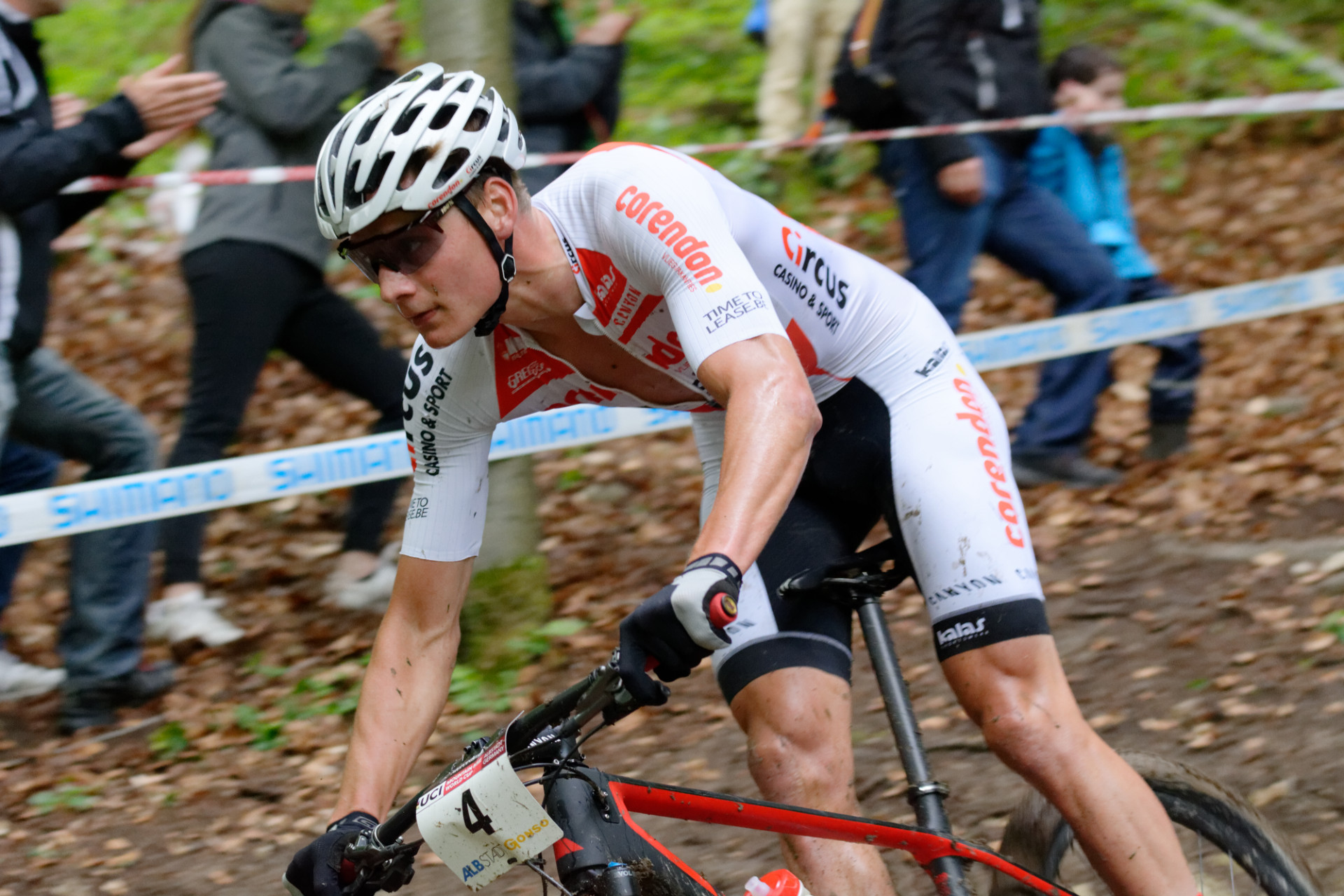
Van der Poel egy 2018-as MTB versenyén

Az országúti kerékpározásban 2018-ban hívta fel magára a figyelmet, amikor is holland nemzeti bajnok lett, majd a glasgow-i Európa-bajnokságon második lett a felnőttek között Matteo Trentin mögött. A következő évében kipróbálta magát a tavaszi egynaposokon is hatalmas sikerrel. A Gent–Wevelgemen negyedik lett, de utána a Dwars door Vlaanderen versenyt sikerült megnyernie. Utána a Flandriai körversenyen szintén negyedik lett, majd az Amstel Gold Race-t sikerült megnyernie egy meggyőző sprinttel.
2020-ban elérte addigi legnagyobb sikerét országúton, mivel a COVID-19 járvány miatt októberre halasztott flandriai körversenyen nem talált legyőzőre. A győzelemért nagy riválisával, Wout van Aerttal csapott össze, de a sprintet végül centikkel a holland nyerte meg. A következő tavasszal ott folytatta ahol ősszel abbahagyta, minden nagy tavaszi klasszikuson esélyesként szállt harcba. A Strade Bianchén Alaphilippe-pel és Bernallal lépett el a főmezőnytől és sikerült az utolsó sienai emelkedőn eldöntenie a versenyt és nyernie. A Miláno–Sanremón ötödik lett, ezután következett a flandria, ahová címvédőként érkezett. Az előzetes várakozásoknak megfelelően ismét a győzelemért harcolt, de hatalmas meglepetésre Kasper Asgreen sprintben meg tudta verni a hollandot, így csak a második helyen zárt.

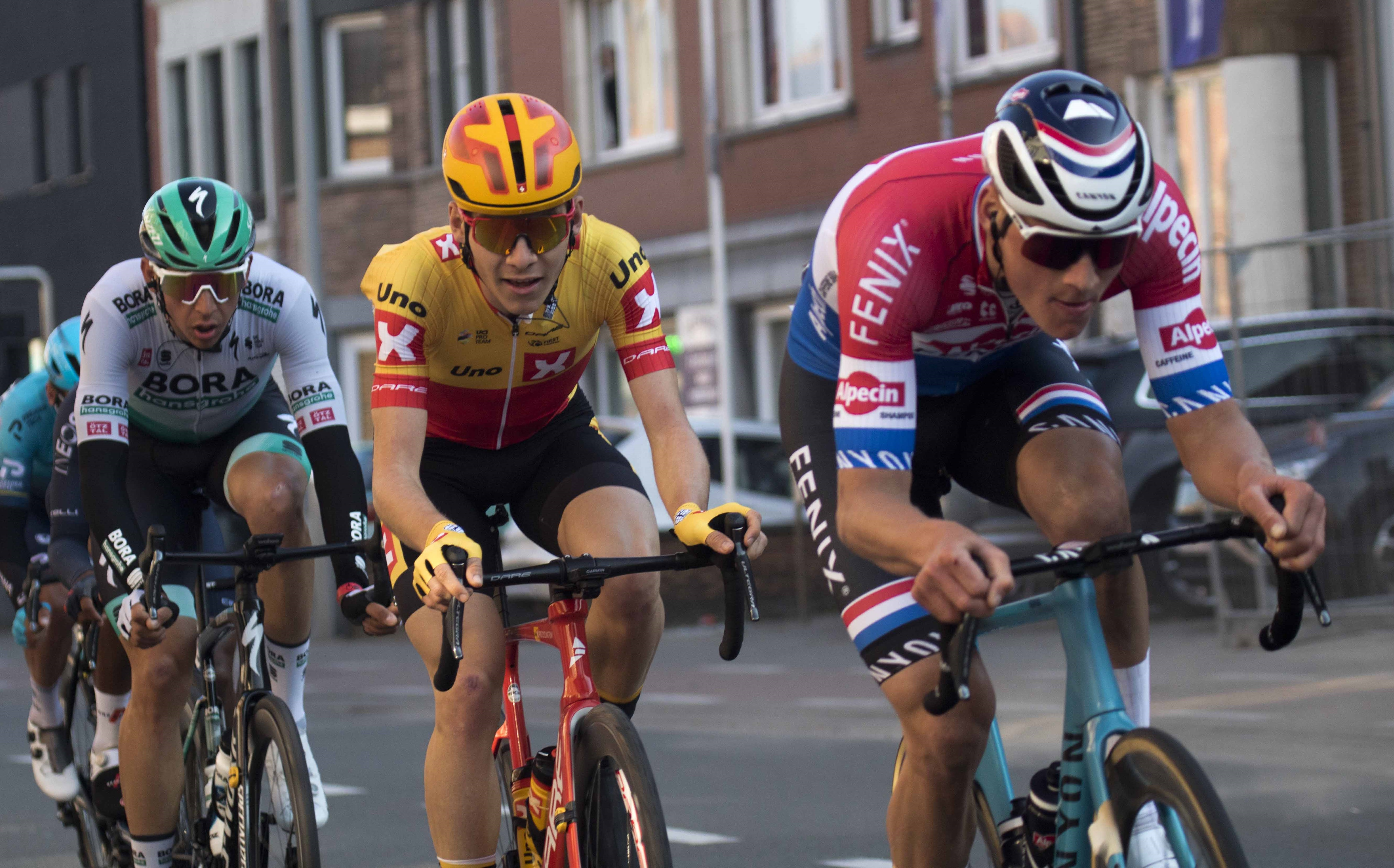
Van der Poel (jobbra) a holland bajnoki trikóban 2021-ben

A tavaszi klasszikusok után elindult első háromhetes körversenyén, a 2021-es Tour de France-on. A bemutatkozása jól sikerült, a második szakaszon nyerni tudott és felvehette a sárga trikót, amit hat napon keresztül viselhetett. Miután elvesztette a sárga trikót úgy döntött, hogy feladja a versenyt és az olimpiai szereplésére koncentrál. Az olimpiája azonban korántsem úgy sikerült, ahogyan azt eltervezte. A mountain bike verseny első körében hatalmasat bukott, mivel nem tudta, hogy az ugrató alatt az edzéseken használt pallót a versenyre eltávolítják. Visszaült még a kerékpárjára, de nem sokkal később feladta a versenyt. Az év végére is maradt egy fontos versenye, mivel a koronavírus miatt októberre halasztották a Párizs–Roubaix-t. Itt is sikerült a győzelemért harcoló csoportba belekerülnie, de az embertelen időjárási körülmények miatt a sprintre már mindenki elfáradt, végül harmadik lett.
2022-ben ismét meg tudta nyerni sprintben a flandriát, így három év alatt begyűjtötte harmadik dobogóját és egyben második győzelmét erről a versenyről. Májusban részt vett a Magyarországról rajtoló Girón, ahol a visegrádi első szakaszt megnyerte Biniam Girmay előtt, ezzel pedig a magyarországi szakaszokra magához vette a rózsaszín, a kék és a ciklámen trikót is. Több szakaszt ugyan nem nyert, de ő lett a verseny legaktívabb versenyzője. Később elindult a Touron is, de szakaszt nem nyert, a 11. szakasz után pedig kiszállt a versenyből.

## Eredményei
| Grand Tour eredményei  |      |      |      |      |
| Grand Tour             | 2019 | 2020 | 2021 | 2022 |
| Giro d’Italia          | –    | –    | –    | 57.  |
| Tour de France         | –    | –    | Ki   | Ki   |
| Vuelta a España        | –    | –    | –    | –    |
| Monumentumok           |      |      |      |      |
| Verseny                | 2019 | 2020 | 2021 | 2022 |
| Milánó–Sanremo         | –    | 13.  | 5.   | 3    |
| Flandriai körverseny   | 4.   | 1.   | 2.   | 1.   |
| Párizs–Roubaix         | –    | ×    | 3.   | 9.   |
| Liège–Bastogne–Liège   | –    | 6.   | –    | –    |
| Giro di Lombardia      | –    | 10.  | –    |      |
| Klasszikusok           |      |      |      |      |
| Verseny                | 2019 | 2020 | 2021 | 2022 |
| Kuurne–Brüsszel–Kuurne | –    | –    | 12.  | –    |
| Strade Bianche         | –    | 15.  | 1.   | –    |
| Gent–Wevelgem          | 4.   | 9.   | –    | –    |
| Dwars door Vlaanderen  | 1.   | ×    | 58.  | 1.   |
| Amstel Gold Race       | 1.   | ×    | 4.   | –    |